# جيوسانو
جوسانو (بربانزويو :جيوسان [dʒyˈsãː]) هي بلدية في مقاطعة منزة وبرينسة في المنطقة الايطالية لومبارديا، وتقع على بعد حوالي 25 كيلومتر (16 ميل) شمال ميلانو.
تحد جوسانو البلديات التالية: إنفيريجو، وكاروجو، وأروسيو، وبريوسكو، وماريانو كومينسي، وكاراتيه بريانزا، وفيرانو بريانزا ، سرنية .
حصلت جيوسانو على اللقب الفخري للمدينة بمرسوم رئاسي في 22 أكتوبر 1987.

## روابط خارجية
- الموقع الرسمي